# HNoMY Norge
HNoMY Norge (v norštině, KS nebo K / S Norge) je královská jachta Norska a jedna ze tří zbývajících činných královských jachet v Evropě. Jméno lodi Norge je norský název pro Norsko.
Královská jachta Norge byla dar norských občanů králi Haakonu VII. v roce 1947. Jachta je majetkem krále, ale udržovaná a obsluhovaná Norským královským námořnictvem.

## Historie
Původně byla jachta postavena v roce 1937 jako Philante pro podnikatele sira Thomase Sopwithe. Co by jedna z největších lodí tohoto typu byla v roce 1939 zabavena Royal Navy a sloužila během druhé světové války jako eskortní plavidlo v konvojích přes Atlantik.
V červenci 1947 loď zakoupilo Norsko a přestavělo ji do podoby královské jachty jako dar králi k jeho 75. narozeninám. Přestavba byla dokončena v roce 1948 a král Haakon nakonec dostal svoji královskou jachtu, která byla pojmenována Norge.
Král Haakon často používal Norge pro cestování v Norsku i do zahraničí.
Král Olaf V. převzal Norge po smrti svého otce v roce 1957 a byl přijat desetiletý plán na vylepšení trupu a technického vybavení. Král následoval tradici zavedenou králem Haakonem v užívání Norge při oficiálních i soukromých událostech.
Během oprav v loděnici Horten 7. března 1985 vypukl na Norge požár, který trval celý den a zničil většinu lodi. Zachoval se jen trup a motory. Král Olav se rozhodl loď přestavět v loděnici Horten a o rok později byl opět schopen převzít Norge s vyšší úrovní bezpečnosti a lepším technickým vybavením než před požárem.
Když král Olav v roce 1991 zemřel, převzal Norge král Harald V.